# 教宗义禄
聖義祿（拉丁語：Sanctus Eleuther PP.；？—189年，原名不詳，於171年或177年－185年或193年出任教宗），出生於希臘北部伊庇鲁斯地區的尼科波利斯。
在《教宗名錄》一書中聲稱教宗義祿曾與想改信基督教的不列顛國王路魯斯通信，然而，沒有其他證據支持這說法。
他可能是殉教者，他的聖日是5月26日。

## 譯名列表
- 義祿：香港天主教教區檔案　歷任教宗作义禄。